# Alvin Singh
Alvin Singh (9 de junio de 1988) es un futbolista fiyiano que juega como defensor en el Mount Druitt Town Rangers.

## Carrera
Debutó en 2007 con el Ba FC. En 2010 pasó Hekari United, pero regresó al Ba en 2011. Lo mismo sucedió en 2014 cuando tuvo un paso por el Yoogali australiano. Volvería a Australia en 2017 al firmar con el Mount Druitt Town Rangers.

### Clubes
| Club                        | País               | Año             |
| --------------------------- | ------------------ | --------------- |
| Ba Football Association     | Fiyi               | 2007 - 2010     |
| Hekari United Football Club | Papúa Nueva Guinea | 2010 - 2011     |
| Ba Football Association     | Fiyi               | 2011 - 2014     |
| Yoogali Football Club       | Australia          | 2014 - 2015     |
| Ba Football Association     | Fiyi               | 2015 - 2017     |
| Mount Druitt Town Rangers   | Australia          | 2017 - Presente |

### Selección nacional
Representó a Fiyi en la Copa de las Naciones de la OFC 2008, 2012 y 2016. A su vez, fue uno de los jugadores sobre el límite de edad del seleccionado fiyiano sub-23 en los Juegos Olímpicos de Río de Janeiro 2016.